# キリアコス・コスタ・ニコラウ
キリアコス・コスタ・ニコラウ（Kyriacos Costa Nicolaou、ギリシア語: Κυριάκος Κώστα Νικολάου、1946年7月5日－）は、キプロス出身のアメリカの化学者である。数多くの天然物全合成に成功している、この分野の世界的第一人者である。

## 経歴
キプロス島カラヴァスに生まれ、18歳まで育った。1964年にイングランドに行き、英語を学び大学への入学の準備のため2年間を過ごした。ロンドン大学では化学を学んだ（B.Sc., 1969, ベッドフォード・カレッジ; Ph.D. 1972, ユニヴァーシティ・カレッジ・ロンドン, F. Sondheimer教授およびP. J. Garratt教授）。1972年、アメリカに渡り、コロンビア大学（1972年-1973年）のトーマス・カッツやハーバード大学（1973年-1976年）イライアス・コーリー教授のもとでポスドクとして研究した後、ペンシルベニア大学で職を得た。ペンシルベニア大学ではRhodes-Thompson Professor of Chemistryとなった。ペンシルベニア大学にいる間に、誉れの高いスローン・フェローシップを得た。
1989年、カリフォルニア大学サンディエゴ校で化学の教授、スクリプス研究所で化学科主任となる。スクリプス研究所ではDarlene Shiley Professor of Chemistryとなった。1996年、スクリプス研究所に設置されたSkaggs Institute for Chemical BiologyのAline W. and L.S. Skaggs Professor of Chemical Biologyに任命された。2005年から、シンガポール科学技術研究庁の化学合成研究室を指揮している。2013年からライス大学教授。

## 研究
パクリタキセル、ブレベトキシン、バンコマイシン、エポチロン、アザスピロ酸、プラテンシマイシンなど多数の複雑な天然物全合成を達成しており、この分野において傑出した実績を挙げている。また全合成の教科書として著名な「Classics in Total Synthesis I・II」などの単行本、各種総説など旺盛な執筆活動でも名高い。

## 全合成を達成した化合物
- エンジアンドリン酸A-D（1982年）
- アムホテロノリドBおよびアムホテリシンB（1987年）
- カリケアミシンγ1（1992年）
- シロリムス（ラパマイシン）（1993年）
- タキソール（1994年）
- ザラゴジン酸A（1994年）
- ブレベトキシンB（1995年）
- バンコマイシン（1998年）
- CP-263,114 および CP-225,917（2002年）

## 著作
以下は共著の書籍である。
- Classics in Total Synthesis I, 1996
- Classics in Total Synthesis II, 2003
- Classics in Total Synthesis III, 2011
- Molecules That Changed the World, 2008
- Handbook of Combinatorial Chemistry: Drugs, Catalysts, Materials, 2002
- Selenium in Natural Products Synthesis, 1984

## 受賞・栄誉
ニコラウは以下の賞を含む数多くの賞を受賞している。
- Aspirin Prize（スペイン）
- Max Tishler Prize Lecture（ハーバード大学）
- Janssen Prize（ベルギー）
- Inhoffen Medal（スペイン）
- ACS Award for Creative Work in Synthetic Organic Chemistry（米国）
- 1996年 ライナス・ポーリング賞
- 1996年 ウィリアム・H・ニコルズ賞
- 1996年 化学パイオニア賞
- 1998年 アーネスト・ガンサー賞
- 1999年 Yamada-Koga prize（微生物化学研究会 日本）
- 2000年 パウル・カラー・ゴールドメダル
- 2001年 エルンスト・シエーリング賞
- 2001年 名古屋メダル（MSD生命科学財団 日本）
- 2001年 センテナリー賞 (王立化学会 イギリス)
- 2003年 Nobel Laureate Signature Award in Graduate Education (with Phil S. Baran)
- 2003〜2005年 トムソン・ロイター引用栄誉賞
- 2002年 テトラヘドロン賞
- 2005年 アーサー・C・コープ賞
- 2008年 アウグスト・ヴィルヘルム・フォン・ホフマン・メダル
- 2011年 ベンジャミン・フランクリン・メダル化学部門（フランクリン研究所、米国）
- 2013年 王立協会外国人会員
- 2016年 ウルフ賞化学部門
- 2021年 コッホ・ゴールドメダル

## 科学アカデミー会員
- American Academy of Arts and Sciencesフェロー
- 米国科学アカデミー会員
- Several honorary degrees